# Jerzy Janota-Bzowski
Jerzy Janota-Bzowski (ur. 19 października 1906 w Pasztowej Woli, zm. 15 lipca 1941 w Bremie) – kapitan pilot Wojska Polskiego, kawaler Virtuti Militari.

## Życiorys
Syn Józefa i Wandy z domu Poklewskiej-Koziełł, miał szóstkę rodzeństwa. Był uczony w domu przez guwernerów, a po przeprowadzce do Warszawy rozpoczął naukę w Gimnazjum im. Jana Zamoyskiego. W 1922 r. ojciec zdecydował o przeniesieniu go, wraz z bratem Antonim, do Korpusu Kadetów Nr 2 w Modlinie. Maturę uzyskał w 1927 r. i zgłosił się do Oficerskiej Szkoły Lotnictwa w Dęblinie. Szkołę ukończył w 1929 r. w ramach III promocji. 15 sierpnia 1929 r. prezydent RP mianował go podporucznikiem ze starszeństwem z 15 sierpnia 1929 r. i 41. lokatą w korpusie oficerów lotnictwa, a minister spraw wojskowych wcielił do 4. pułku lotniczym w Toruniu. W pułku otrzymał przydział do 42. eskadry liniowej w .
W 1931 r. odbył szkolenie w zakresie pilotażu w Centrum Wyszkolenia Oficerów Lotnictwa i powrócił do macierzystej jednostki. 12 marca 1933 r. prezydent RP nadał mu stopień porucznika z dniem 1 stycznia 1933 r. i 14. lokatą w korpusie oficerów aeronautycznych. Od 1935 r. służył w 43 eskadrze towarzyszącej, w październiku 1937 r. został dowódcą 1 plutonu w 46 eskadrze towarzyszącej. To stanowisko zajmował do października 1938 r. W okresie luty–sierpień 1939 r. był urlopowany ze służby w ramach przygotowań do egzaminu do Wyższej Szkoły Lotniczej.
Po ataku Niemiec na Polskę powrócił do służby w lotnictwie. W trakcie walk wykonał lot łącznikowy z rozkazami z Warszawy do Lwowa oraz lot bojowy na rozpoznanie niemieckich przepraw w rejonie Zawichostu i Annopola. Następnie w Kutach z oddziałami Szkoły Podchorążych Lotnictwa przekroczył granicę z Rumunią i został internowany. Trafił do obozu w Slatinie, z którego udało mu się uciec i przedostać do portu Bałczik. Drogą morską dotarł do Francji. Za udział w kampanii wrześniowej został odznaczony Krzyżem Walecznych.
W Tours od marca do czerwca 1940 r. przeszedł przeszkolenie na sprzęcie francuskim i następnie wykonywał loty transportowo-łącznikowe. Po upadku Francji 22 czerwca 1940 r. przeleciał z lotniska Perpignan na lotnisko Philipeville. Następnie, przez Oran, Casablankę i Gibraltar, przedostał się do Wielkiej Brytanii. Wstąpił do służby w Polskich Siłach Powietrznych, otrzymał numer służbowy RAF P-0061.
Przeszedł przeszkolenie w 18 Operational Training Unit, następnie dostał przydział do dywizjonu 305, gdzie trafił do eskadry "A". Znalazł się wśród dwóch załóg, które wykonały pierwszy lot bojowy dywizjonu 305. W nocy z 24 na 25 kwietnia 1941 r., jako drugi pilot Wellingtona (nr R1322 SM-F), atakował zbiorniki paliwa w rejonie Vlaardingen.
14 lipca 1941 r. wystartował z lotniska RAF w Lindholme do swego siedemnastego lotu bojowego. Był pierwszym pilotem i dowódcą Wellingtona (nr W5726 SM-Q) z załogą w składzie: aspirant pil. Jan Ostrowski, por. nawig. Antoni Lisiriski, sierż. rtg. Stanisław Mitkowski, sierż. strz. Czesław Kaczalski i sierż. strz. Antoni Burak. Po zrzuceniu bomb na port w Bremie ich samolot został trafiony przez artylerię przeciwlotniczą i spadł przy Lindenstrasse 13. Załoga zginęła na miejscu. Został pochowany na brytyjskim cmentarzu wojskowym w Soltau, a po wojnie jego ciało zostało przeniesione na cmentarz wojenny w Becklingen.

## Życie prywatne
Ożenił się z Zofią Turczyn, z którą miał córkę Alicję (ur. 1938) i syna Marka Jerzego (ur. 1939).

## Ordery i odznaczenia
Za swą służbę otrzymał odznaczenia:
- Krzyż Srebrny Virtuti Militari nr 9118,
- Krzyż Walecznych – czterokrotnie,
- Medal Lotniczy.